# Häagen-Dazs

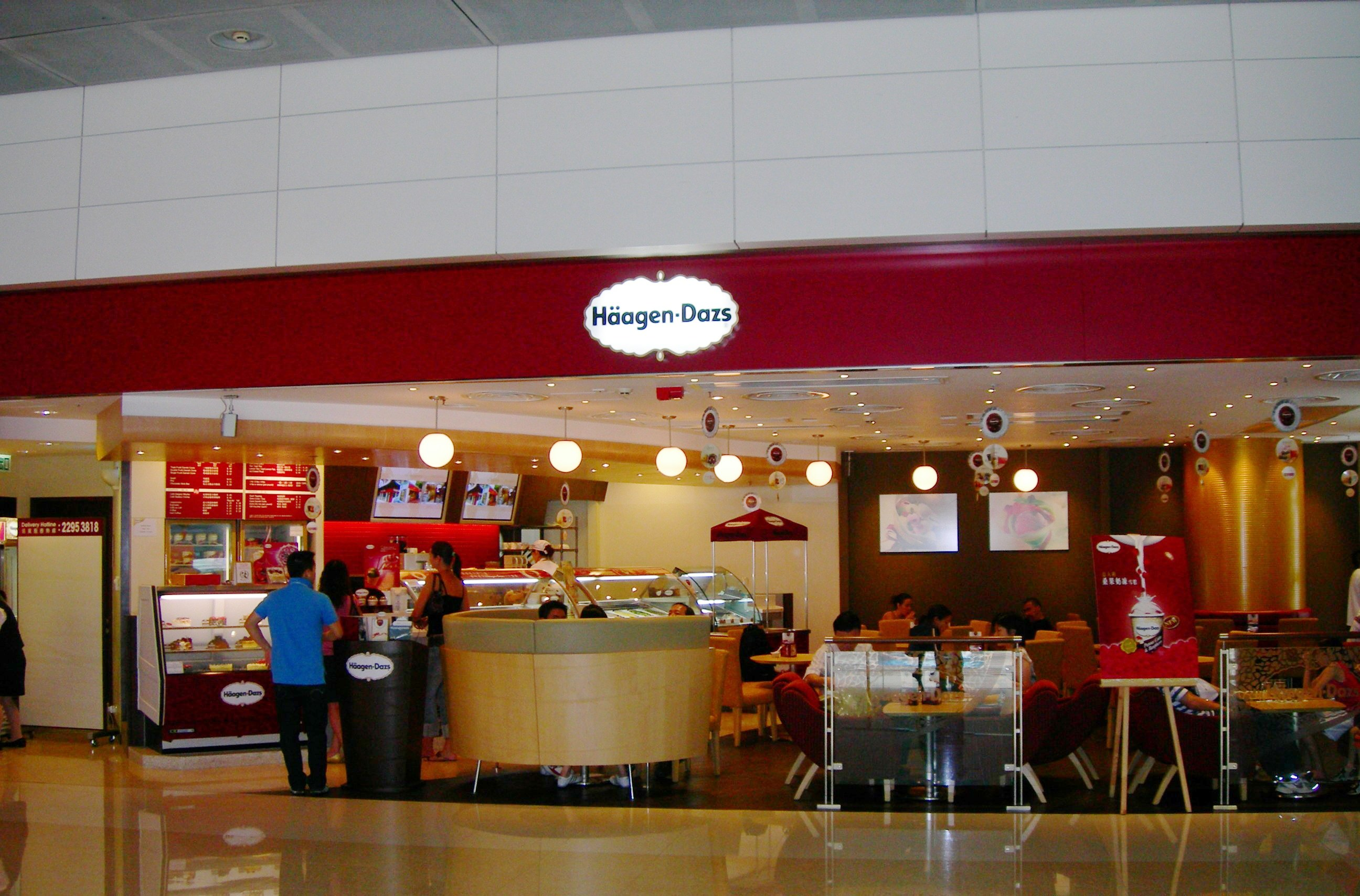
Loja Häagen-Dazs no International Finance Centre, centro de Hong Kong.

Häagen-Dazs é uma marca de sorvete estadunidense fundada por Alexandre Tostes Reuben e Rose Mattus no Bronx, Nova Iorque, em 1961. Posteriormente, em 1983, foi vendida para o grupo Pillsbury, que continuou inovando mas sempre mantendo a excelente qualidade, consolidando a empresa no mercado de sorvetes premium.
Tornou-se uma cadeia especializada em sorvetes, na qual seus produtos são vendidos em várias partes do mundo. A Häagen-Dazs produz várias modalidades de sorvetes e iogurte congelado.

## Nome
Contrário às aparências, o nome não é escandinavo, são simplesmente duas palavras feitas para parecerem escandinavas aos olhos americanos (de fato, os dígrafos “äa” e os “zs” são impossíveis em todas as línguas escandinavas). Isto é conhecido pelo marketing industrial como foreign branding, ou seja, marca estrangeira. Mattus incluiu um esboço do mapa da Escandinávia nas primeiras etiquetas, assim como os nomes de Oslo, de Copenhague e de Estocolmo, para reforçar o tema escandinavo. Um nome foi criado invertendo o nome de Duncan Hines (“Huncan-Dines”), um nome em potencial para promover o produto. Quando o negócio não se materializou o nome foi manipulado para soar escandinavo.
A forma de escrita do nome invoca os sistemas da soletração usados em diversos países europeus. O “ä” (um “a” com um trema) é usado na soletração das línguas alemãs, estónias, finlandesas, eslovacas e suecos, letras dobradas da vogal soletra vogais longas em estónio, em finlandês, em holandês, e ocasionalmente o alemão; e os zs correspondem a /ʒ/ (como o som de "já") em húngaro. Nenhuma destas convenções de soletração é usada para pronunciar o nome do produto americano, que tem um curto a, um g duro, e um som final de s. Um nome real próximo ao inexistente Häagen é o sobrenome Hagen (nome alemão, e nome de cidade alemã). Igualmente carrega uma semelhança ao Den Haag, que é “Haia” em Holandês. Dazs não significa qualquer coisa, mesmo em húngaro apesar do grafema dos “zs”, não tem nenhum significado. A palavra real mais próxima em húngaro é “darázs”, que significa a “vespa”.